# Lisbet Wikner
 Lisbet  Wikner, född 3 februari 1946, är en svensk filmproducent och produktionsledare.  

## Filmografi

### Producent
- 1989 - La strada del amore (regi Tord Pååg)
- 1988 - Månguden (regi Jonas Cornell)
- 1987 - Träff i helfigur (regi Pelle Seth) TV-serie 2x 60 min
- 1987 - Lysande landning (regi Jonas Cornell) TV-serie 2x60 min
- 1987 - I dag röd (regi Jonas Cornell) TV-serie 2x60 min

### Produktionsledare
- 1977 - Mamma pappa barn (regi Marie-Louise De Geer Bergenstråhle)
- 1977 - Älgräddarna (regi Erik Strömdahl)
- 1978  Ärliga Blå Ögon (regi Leif Krantz) TV-serie 6x50 min
- 1978   I frid och värdighet (regi Gun Jönsson)
- 1979 - Hela långa dagen (regi Henry Meyer)
- 1979 - Jag är Maria (regi Karsten Wedel)
- 1980   Svartskallen (regi Barbro Karabuda)
- 1980  Sinkadus  (regi Leif Krantz) TV-serie 6x50 min
- 1981 Hans Christian och Sällskapet (regi Lars Lennart Forsberg)
- 1982   Ordbrukarna (regi Staffan Ling) TV-serie 6x30 min

### Projektledare
- Ögat är kroppens lykta - Ester- John Bauers hustru (regi Agneta Elers-Jarleman)
- Nattvägen (regi Kåge Johnsson)
- Jakten på den magiska knappen (regi Britt Olofsson)
- Tarelkins död (regi Gun Jönsson)
- Se upp för Sjöjungfrur (regi Carlos Lemos)
- Änglaverket (regi Carlos Lemos)
- Prövningen (regi Margareta Garpe)
- Emigranten (regi Staffan Lamm)
- Fredsmusikalen (regi Britt Olofsson)